# Victorino Veiga González
Victorino Veiga González (Begonte, província de Lugo, 1875 - la Corunya, 1945) fou un advocat i polític gallec. Militant d'Izquierda Republicana (IR), a les eleccions generals espanyoles de 1936 fou elegit diputat per la província de la Corunya pel Front Popular. Durant la guerra civil espanyola fou detingut i empresonat.